# Sandra Myers
Sandra Myers Brown (Little River, 9 gennaio 1961) è un'ex velocista statunitense naturalizzata spagnola, campionessa europea indoor dei 400 metri piani nel 1992 e dei 200 metri piani nel 1996.

## Record nazionali

### Seniores
- 50 metri piani indoor: 6"28 ( Madrid, 9 febbraio 1995)
- 60 metri piani indoor: 7"23 ( Madrid, 13 marzo 1990)
- 100 metri piani: 11"06 ( Vigo, 23 luglio 1991)
- 200 metri piani: 22"38 ( Spalato, 30 agosto 1990)
- 200 metri piani indoor: 22"81 ( San Sebastián, 15 marzo 1991)
- 400 metri piani: 49"67 ( Oslo, 6 luglio 1991)
- 400 metri piani indoor: 50"99 ( Siviglia, 10 marzo 1991)
- Staffetta 4×200 metri indoor: 1'35"50 ( Parigi, 10 febbraio 1990) (Cristina Castro, Sandra Myers, Gregoria Ferrer, Blanca Lacambra)
- Staffetta 4×400 metri: 3'27"57 ( Tokyo, 1º settembre 1991) (Julia Merino, Blanca Lacambra, Sandra Myers, Gregoria Ferrer)
- Staffetta 4×400 metri indoor: 3'31"86 ( Siviglia, 10 marzo 1991) (Sandra Myers, Julia Merino, Gregoria Ferrer, Esther Lahoz)

## Palmarès
| Anno | Manifestazione  | Sede       | Evento         | Risultato        | Prestazione | Note             |
| ---- | --------------- | ---------- | -------------- | ---------------- | ----------- | ---------------- |
| 1988 | Europei indoor  | Budapest   | Salto in lungo | 12ª              | 6,12 m      |                  |
| 1988 | Giochi olimpici | Seul       | 100 m piani    | Batteria         | 11"86       |                  |
| 1990 | Europei indoor  | Glasgow    | 200 m piani    | 4ª               | 23"08       |                  |
| 1990 | Europei         | Spalato    | 200 m piani    | 4ª               | 22"38       | Record nazionale |
| 1991 | Mondiali indoor | Siviglia   | 400 m piani    | Argento          | 50"99       | Record nazionale |
| 1991 | Mondiali        | Tokyo      | 400 m piani    | Bronzo           | 49"78       |                  |
| 1992 | Europei indoor  | Genova     | 400 m piani    | Oro              | 51"21       |                  |
| 1993 | Mondiali indoor | Toronto    | 400 m piani    | 4ª               | 51"45       |                  |
| 1993 | Mondiali        | Stoccarda  | 400 m piani    | 6ª               | 51"22       |                  |
| 1995 | Mondiali indoor | Barcellona | 400 m piani    | Semifinale       | 53"75       |                  |
| 1995 | Mondiali        | Göteborg   | 400 m piani    | Semifinale       | 51"03       |                  |
| 1996 | Europei indoor  | Stoccolma  | 200 m piani    | Oro              | 23"15       |                  |
| 1996 | Giochi olimpici | Atlanta    | 200 m piani    | Quarti di finale | 23"20       |                  |
| 1996 | Giochi olimpici | Atlanta    | 400 m piani    | Semifinale       | 51"42       |                  |